# Hepu (Beihai)
Hepu  léase Je-Pu  (en chino, 合浦县; pinyin, Hépǔ xiàn) es un condado bajo la administración directa de la Prefectura Beihai en la Región autónoma de Guangxi, República Popular China. Su área es de 2762 km² y su población total para 2020 superó  los 860 mil habitantes.

## Administración
El condado de Hepu se divide en 15 pueblos que se administran en 14 subcondados y 1 villa.